# По, Жан
Жан Море́ль По (фр. Jean Morel Poé; род. 15 декабря 1996, Бинжервиль, Абиджан) — ивуарийский футболист, полузащитник клуба «Ираклис». Выступал за национальную сборную Кот-д’Ивуара.

## Клубная карьера
Футболом начал заниматься у себя на родине в Кот-д’Ивуаре. Выступал за «Вильямсвилль» и «АСЕК Мимозас». В составе последнего дважды становился чемпионом страны, а также принимал участие в групповом этапе Кубка конфедерации КАФ. На 17-й минуте матча с ганским «Адуана Старз» По вышел на замену вместо травмированного товарища по команде, а в середине второго тайма сам был заменён.
Во второй половине 2018 года на правах аренды перебрался в «Торпедо-БелАЗ» из Жодино. Дебютировал в команде 30 сентября в домашней игре с «Витебском». На 20-й минуте матча он открыл счёт, забив свой первый гол за команду. Уже в компенсированное к основному времени матча время был заменён на украинца Богдана Мышенко. По итогам сезона ивуариец провёл за клуб 13 игр и забил 2 мяча, а руководство «Торпедо» решило выкупить права на нападающего у «АСЕК Мимозас».
28 марта 2020 года был отдан в аренду до конца первого круга чемпионата страны в «Смолевичи». В составе нового клуба дебютировал уже на следующий день в гостевой игре с «Ислочью». По появился на поле на 60-й минуте встречи, выйдя на замену вместо Алексея Турика.
В январе 2022 года перешел из минского «Динамо» в египетский «Исмаили». Дебютировал за клуб 10 февраля 2022 года против «Фьюче». Сам игрок вышел в стартовом составе и провёл на поле 78 минут. В сентябре 2022 года на правах аренды перешёл в украинский «Кривбасс». В январе 2023 года украинский клуб официально объявил о переходе футболиста.

## Карьера в сборной
Выступал за национальную сборную Кот-д’Ивуара. Дебютировал в её составе 26 декабря 2016 года в товарищеском матче с Зимбабве. По начал игру на скамейке запасных, а на 60-й минуте вышел вместо Гийома Доа. Встреча завершилась вничью со счётом 0:0.

## Личная жизнь
Женат, жену зовут Жозиана.

## Достижения
«АСЕК Мимозас»
- Чемпион Кот-д’Ивуара: 2016/17, 2017/18
- Обладатель Кубка Кот-д’Ивуара: 2018

«Кривбасс»
- Бронзовый призёр чемпионата Украины: 2023/24

## Статистика выступлений

### Клубная статистика
| Выступление      | Выступление      | Выступление      | Лига | Лига | Кубки | Кубки | Конт. кубки | Конт. кубки | Итого | Итого |
| Клуб             | Лига             | Сезон            | Игры | Голы | Игры  | Голы  | Игры        | Голы        | Игры  | Голы  |
| ---------------- | ---------------- | ---------------- | ---- | ---- | ----- | ----- | ----------- | ----------- | ----- | ----- |
| Торпедо-БелАЗ    | Высшая лига      | 2018             | 13   | 2    | 1     | 0     | —           | —           | 14    | 2     |
| Торпедо-БелАЗ    | Высшая лига      | 2019             | 22   | 1    | 2     | 0     | —           | —           | 24    | 1     |
| Торпедо-БелАЗ    | Высшая лига      | 2020             | 0    | 0    | 2     | 0     | —           | —           | 2     | 0     |
| Торпедо-БелАЗ    | Итого            | Итого            | 35   | 3    | 5     | 0     | 0           | 0           | 40    | 3     |
| → Смолевичи      | Высшая лига      | 2020             | 14   | 1    | 0     | 0     | —           | —           | 14    | 1     |
| → Смолевичи      | Итого            | Итого            | 14   | 1    | 0     | 0     | 0           | 0           | 14    | 1     |
| Всего за карьеру | Всего за карьеру | Всего за карьеру | 49   | 4    | 5     | 0     | 0           | 0           | 54    | 4     |

### В сборной
| Матчи и голы Жана По за национальную сборную Кот-д’Ивуара | Матчи и голы Жана По за национальную сборную Кот-д’Ивуара | Матчи и голы Жана По за национальную сборную Кот-д’Ивуара | Матчи и голы Жана По за национальную сборную Кот-д’Ивуара | Матчи и голы Жана По за национальную сборную Кот-д’Ивуара | Матчи и голы Жана По за национальную сборную Кот-д’Ивуара |
| №                                                         | Дата                                                      | Оппонент                                                  | Счёт                                                      | Голы                                                      | Соревнование                                              |
| --------------------------------------------------------- | --------------------------------------------------------- | --------------------------------------------------------- | --------------------------------------------------------- | --------------------------------------------------------- | --------------------------------------------------------- |
| 1                                                         | 26 декабря 2016                                           | Зимбабве                                                  | 0:0                                                       | 0                                                         | Товарищеский матч                                         |
| 2                                                         | 31 мая 2017                                               | Бенин                                                     | 1:1                                                       | 0                                                         | Товарищеский матч                                         |

Итого:2 матча и 0 голов; 0 побед, 2 ничьи, 0 поражений.